# Opération Raincoat
Au petit matin du 3 décembre 1943, alors qu'il fait encore nuit noire, le 2e régiment du première force de service spécial commandé par le lieutenant-colonel canadien MacWilliam, spécialisée dans les opérations nocturnes en milieu montagneux (extrêmement) difficile, fut chargée de la capture des sommets Monte Camino (it) et La Difensa et La Remetanea qui font partie de la ligne de défense italienne Bernhardt, pour débloquer le front italien, stoppé par les défenses allemandes qui tiennent ces positions à l'est et à l'ouest. 
Contre toute attente, la première force de service spécial escaladera la montagne pentue à près de 70° pour surprendre l'ennemi qui ne s'y attendait pas et a concentré ses défenses sur les flancs. Après une semaine de combat, les forces alliées remportent la victoire au prix de lourdes pertes. Se trouvant à 150 km au sud-est de Rome, ces positions devaient être prises pour permettre aux forces américaines et anglaises de progresser vers Mignano, clé de la route de Cassino et de la vallée de Liri, qui permettront ensuite la prise de Rome,.
Les deux bataillons du 2e régiment de la 1re force de service spécial a subi 400 victimes au cours de l'opération. Le lieutenant-colonel MacWilliam faisait partie des 27 Canadiens tués.